# Kolomiivka, Pervomaisk
Kolomiivka (în ucraineană Коломіївка) este un sat în comuna Krîmka din raionul Pervomaisk, regiunea Mîkolaiiv, Ucraina.

## Demografie
Componența lingvistică a localității Kolomiivka
     Ucraineană (76%)
     Rusă (24%)
Conform recensământului din 2001, majoritatea populației localității Kolomiivka era vorbitoare de ucraineană (76%), existând în minoritate și vorbitori de rusă (24%).